# Харалампи Яръмов
Харалампи Цветков Яръмов, широко известен като Хари Яръмов, е български журналист и фотограф, известен в спортната журналистика, баскетболист.

## Биография
Като студент във Висшия институт за физическа култура започва да играе баскетбол. Сътрудник е на вестниците „Народен спорт“, „Студентска трибуна“ и „Народна младеж“.
Във Видин 10 години е учител в 1-ва гимназия „Димитър Благоев“ и в Техникума по индустриална химия, като продължава и журналистическата си дейност. Кореспондент е на БНТ за Видински окръг в продължение на 30 години – от 1970 до 1990 година. Редактор и сътрудник е в редица спортни вестници и регионални издания. Работи във видинския в-к „Ние“, националните спортни всекидневници и телевизия „Видин“. Участва в национални фотоконкурси.
Автор е на няколко книги и брошури на спортна тематика, вкл. „Юбилейни върхове на видинския баскетбол“.
Удостоен е с орден „Св. св. Кирил и Методий“, първа степен и Националната награда в памет на спортните журналисти братя Ексерови (2010). След смъртта му във Видин е учредена годишна награда за журналистика „Хари Яръмов“.
Общинският съвет на Община Видин го награждава посмъртно със званието „Почетен гражданин на Видин“ през октомври 2013 г.
Синът му Стефан Яръмов е футболист и треньор по футбол. Негова внучка е спортната журналистка Елена Яръмова. Внукът му носи неговото име-Хари Яръмов.